# Белфаст Джайантс
«Белфаст Джайантс» (англ. Belfast Giants) — профессиональный хоккейный клуб из Белфаста (Северная Ирландия, Великобритания). Основан в 2000 году. С 2003 года выступает в Британской элитной хоккейной лиге.

## История клуба
Первый матч в истории клуба состоялся 1 декабря 2000 года против «Эйр Скоттиш Иглз». С 2001 года «Джайантс» начали выступать в Британской хоккейной суперлиге. В дебютном для себя сезоне 2001/02 команда выиграла регулярный чемпионат. Ведущую тройку игроков клуба составляли канадцы Джейсон Рафф, Кевин Риль и Шон Беренс. Самым популярным игроком был также канадец — тафгай Пэкстон Шульте.
В сезоне 2002/03 клуб также дебютировал в европейских соревнованиях. В матчах второго группового раунда Континентального кубка «Джайантс» одержали победы над «Блэк Уингз Линц», «Волеренгой» и «Драгон де Руан». В финальном раунде с участием десяти команд Белфаст одержал одну победу — над чемпионом Швейцарии «Давосом» со счётом 4:2. В регулярном чемпионате сезона 2002/03 «Джайантс» заняли второе место и в полуфинале плей-офф по буллитам обыграли «Шеффилд Стилерс». В финале Белфаст со счётом 5:3 переиграл «Лондон Найтс».
После окончания сезона 2002/03 Суперлига была расформирована и «Джайантс» столкнулись с финансовыми проблемами. Суммарный долг клуба составлял 1 400 000 фунтов. Команда была продана и новый владелец погасил часть долга, оставшаяся была реструктуризирована. «Джайантс» вступили в только что созданную Элитную хоккейную лигу. Несмотря на уход ряда ведущих канадских игроков и тренера Дэйва Уистла, команда продолжала оставаться одной из сильнейших в Великобритании. В сезоне 2003/04 «Белфаст» занял четвёртое место в регулярном чемпионате, а Джейсон Рафф был признан Лучшим игроком года. Сезон 2004/05 «Джайантс» финишировали вторыми.
Самым успешным после вступления в новую лигу стал сезон 2005/06, когда клуб выиграл чемпионат и дошёл до полуфинала плей-офф. Играющим тренером клуба был назначен Эд Куртене. В середине октября 2005 года контракт с клубом подписал Тео Флёри, сразу ставший лидером клуба и по итогам сезона признанный Самым ценным игроком.
Осенью 2008 года Куртене покинул пост главного тренера и на его место пришёл бывший игрок клуба Стив Торнтон. В сезоне 2008/09 под его руководством команда впервые в своей истории выиграла Кубок вызова.

## Достижения
- Британская хоккейная суперлига:
  -  Регулярный чемпионат: 2001/02
  -  Плей-офф: 2002/03
- Британская элитная хоккейная лига:
  -  Регулярный чемпионат: 2005/06, 2011/12, 2013,14
  -  Плей-офф: 2009/10

## Текущий состав
| №                         | Игрок               | Страна                    | Хват    | Дата рождения             | Рост    | Вес     | Место рождения               |
| Вратари                   | Вратари             | Вратари                   | Вратари | Вратари                   | Вратари | Вратари | Вратари                      |
| ------------------------- | ------------------- | ------------------------- | ------- | ------------------------- | ------- | ------- | ---------------------------- |
| 31                        | Стивен Мёрфи        | Великобритания            | Левый   | 11 декабря 1981 (43 года) | 178 см  | 72 кг   | Данди, Великобритания        |
| 33                        | Крис Труль          | Соединённые Штаты Америки | Левый   | 27 октября 1993 (31 год)  | 191 см  | 93 кг   | Стоутон, США                 |
| 35                        | Эндрю Диксон        | Великобритания            | Левый   | 2 ноября 1987 (37 лет)    | 183 см  | 82 кг   | Баллимони, Великобритания    |
| Защитники                 |                     |                           |         |                           |         |         |                              |
| 2                         | Коул Джаррет        | Соединённые Штаты Америки | Левый   | 4 января 1983 (42 года)   | 180 см  | 91 кг   | Су-Сент-Мари, Канада         |
| 3                         | Джефф Мейсон        | Соединённые Штаты Америки | Правый  | 11 августа 1981 (43 года) | 178 см  | 82 кг   | Истгемптон, США              |
| 6                         | Спиро Гулакос       | Канада                    | Левый   | 16 февраля 1990 (35 лет)  | 188 см  | 88 кг   | Монреаль, Канада             |
| 7                         | Марк Гарсайд        | Великобритания            | Левый   | 21 марта 1989 (35 лет)    | 178 см  | 77 кг   | Ист-Килбрайд, Великобритания |
| 9                         | Джим Вандермер      | Канада                    | Левый   | 21 февраля 1980 (45 лет)  | 185 см  | 97 кг   | Кэролайн, Канада             |
| 22                        | Кевин Рейн          | Канада                    | Правый  | 28 мая 1993 (31 год)      | 185 см  | 94 кг   | Драйден, Канада              |
| 88                        | Райан Мартинелли    | Канада                    | Правый  | 2 сентября 1986 (38 лет)  | 195 см  | 97 кг   | Лондон, Канада               |
| Левые крайние нападающие  |                     |                           |         |                           |         |         |                              |
| 8                         | Льюис Хук           | Великобритания            | Левый   | 18 августа 1996 (28 лет)  | 183 см  | 80 кг   | Питерборо, Великобритания    |
| 12                        | Стив Савиано        | Соединённые Штаты Америки | Левый   | 31 августа 1981 (43 года) | 170 см  | 82 кг   | Рединг, США                  |
| 15                        | Дарси Мёрфи         | Канада                    | Левый   | 24 августа 1992 (32 года) | 178 см  | 84 кг   | Тайендинага, Канада          |
| 25                        | Блэр Райли          | Канада                    | Левый   | 16 января 1985 (40 лет)   | 183 см  | 95 кг   | Камлупс, Канада              |
| 21                        | Джон Куртц          | Канада                    | Левый   | 16 мая 1989 (35 лет)      | 188 см  | 95 кг   | Оквилл, Канада               |
| Центрфорварды             |                     |                           |         |                           |         |         |                              |
| 10                        | Себастьян Сильвестр | Канада                    | Левый   | 7 октября 1993 (31 год)   | 185 см  | 86 кг   | Бушервиль, Канада            |
| 19                        | Колин Шилдс         | Великобритания            | Правый  | 27 января 1980 (45 лет)   | 183 см  | 86 кг   | Глазго, Великобритания       |
| 26                        | Брэндон Бенедикт    | Канада                    | Левый   | 10 июня 1982 (42 года)    | 175 см  | 79 кг   | Галифакс, Канада             |
| Правые крайние нападающие |                     |                           |         |                           |         |         |                              |
| 24                        | Джонатан Ферланд    | Канада                    | Правый  | 9 февраля 1983 (42 года)  | 188 см  | 197 кг  | Квебек, Канада               |
| 83                        | Дастин Джонер       | Канада                    | Правый  | 6 марта 1983 (41 год)     | 180 см  | 82 кг   | Эстеван, Канада              |
| 91                        | Дэвид Разерфорд     | Канада                    | Правый  | 30 апреля 1987 (37 лет)   | 170 см  | 81 кг   | Ладнер, Канада               |

## Главные тренеры
- Дэвид Уистл (2000—2003)
- Роб Стюарт (2003—2004)
- Тони Хэнд (2004—2005)
- Эд Куртене (2005—2008)
- Стив Торнтон (2008—2010, 2014—2015)
- Дуг Кристиансен (2010—2013)
- Пол Эдей (2013—2014)
- Деррик Вальзер (2015—2017)
- Адам Киф (2017—н. в.)

## Капитаны команды
| - Джефф Ход (2000—2002) - Пол Крузе (2002—2003) - Джейсон Рафф (2003—2004) - Шейн Джонсон (2004—2005) - Джордж Авада (2005—2009) | - Колин Шилдс (2009—2011) - Джереми Ребек (2011—2012) - Адам Киф (2012—2017) - Блэр Райли (2017—н. в.) |  |